# ジョアン・ハリス
ジョアン・ハリス（Joanne Michèle Sylvie Harris、MBE、1964年7月3日 - ）は、イギリスの作家。ヨークシャー、バーンズリー出身。代表作は、同名タイトルで映画化もされた『ショコラ』。

## 経歴

### 出生〜処女作出版
祖父母が営む菓子屋で生まれた。両親は2人とも研究者で、地元のグラマースクールで現代語と文学を教えていた。英語を話せないブルトン人家系と、フランス語を話せないヨークシャーの家系の間に生まれ、ハリスは当初フランス語で育てられた。
『グリム童話』やシャルル・ペロー、北欧神話、地元に伝わる伝承の影響で、早い時期から自分も書くようになる。
地元の6年制カレッジであるウェイクフィールド女子高校に通い、ケンブリッジ大学セント・キャサリンズ校で現代語と中世語を学んだ。会計士になるもうまくいかず、その時期のことを「テリー・ギリアムの映画で罠にかかっているみたいだった」と述べている。シェフィールド大学で教員資格を取り、ヨークシャーの私立男子校リーズ・グラマー・スクールで約15年間現代語を教えたり、フランス文学や映画の講義をした。教職時代に執筆作業に取りかかり、専業作家となり職を辞する前に『ショコラ』など3作品を出版した。

### ベストセラー作家へ
1989年に出版された処女作"The Evil Seed" はある程度の成功を収め、第2作"Sleep, Pale Sister" ではホラーテイストから文学性の高い怪談へとスタイルを確立させた。1999年、フランスのジェールを舞台とした第3作『ショコラ』は、『サンデー・タイムズ』のベストセラーリストで1位になった。同作はクリエイティブ・フリーダム賞を受賞したほか、ウィットブレッド賞（現・コスタ賞）小説部門の最終候補作となった。アメリカの映画プロデューサー、デイヴィッド・ブラウンが映画化権を買い、ミラマックスによりジュリエット・ビノシュとジョニー・デップ主演で映画化された。この映画における興業的な成功により、ハリスの名がより認知されるようになり、イギリス国内で記録を開始して以降100万部を達成した作家グループ「ミリオネア・クラブ」に4人しかいない女性のうちの1人となった。
これを機にハリスの作品は全て国内でベストセラーになった。その後は、『ショコラ』の主人公ヴィアンヌが登場するシリーズ作品"The Lollipop Shoes" と"Peaches for Monsieur le Curé" を執筆したり、フレンチの料理本を出したり、短編集2冊、心理スリラー『紳士たちの遊戯』、"Blueeyedboy" などを出版した。2007年8月、北欧神話にインスピレーションを得た万人向けのファンタジー小説"Runemarks" を出版。2011年には続編"Runelight" が刊行され、ヴィアンヌ・シリーズのファンをも取り込んだ。北欧神話をテーマとしたこの"The Gospel of Loki" シリーズの新作は2014年2月に刊行された。このシリーズは、ロキの視点から見たアースガルズの神々の興亡が描かれる。

## 作品のテーマ
ハリスの作品にはテーマが似通っているものがいくつかあり、例えばアイデンティティの問題、母子の関係性、食に対する思い、日々の出来事の中にある不思議な出来事やホラー、コミュニティにいるアウトサイダー、信仰と迷信、小さな喜びなどである。ハリスは、文学という観点から性差別に対抗すると常々述べており、作中で女性蔑視者に対して批判的な態度を見せている。

## 作品リスト
- The Evil Seed (1989)
- Sleep, Pale Sister (1993)
- ショコラ Chocolat （ 1999年 /  2001年3月 角川書店 那波かおり訳）
- ブラックベリー・ワイン Blackberry Wine （ 2000年 /  2001年12月 角川書店 那波かおり訳）
- 1/4のオレンジ5切れ Five Quarters of the Orange （ 2001年 /  2007年6月 角川書店 那波かおり訳）
- The French Kitchen, A Cook Book (2002)
- Coastliners (2002)
- Holy Fools (2003)
- Jigs & Reels (2004)
- 紳士たちの遊戯 Gentlemen & Players （ 2005年 /  2008年2月 ハヤカワ・ミステリ文庫 古賀弥生訳）
- The French Market (2005)
- The Lollipop Shoes[4] (2007)
- Runemarks (2007)
- Blueeyedboy (2010)
- Runelight (2011)
- Peaches for Monsieur le Curé[5] (2012)
- A Cat, a Hat and a Piece of String (2012)
- The Gospel of Loki (2014)

アンソロジー
- Magic (2002)
- Bosom Buddies (2003)
- Journey to the Sea (2005)
- Mums - a Celebration of Motherhood (2006)
- Dads - a Celebration of Fatherhood (2007)
- In Bed With... (2009)
- Because I am A Girl―わたしは女の子だから Because I am A Girl (2010)
- Stories (2010)
- Writing on the Edge (2010)
- Why Willows Weep (2011)
- Beacons (2013)